# Templo de Montevideo (Uruguay)
El Templo de Montevideo es uno de los templos la Iglesia de Jesucristo de los Santos de los Últimos Días en Uruguay. Es el primer templo de Uruguay y el número once de Sudamérica. Se encuentra ubicado en la ciudad de Montevideo, en el barrio Carrasco

## Construcción
El 2 de noviembre de 1998, los líderes de la iglesia SUD anunciaron públicamente los planes de construir un templo en Uruguay. Seguido el anuncio público, la iglesia en ese país buscó un terreno adecuado. El apóstol mormón Richard G. Scott, uno de los primeros misioneros SUD en Uruguay, presidió la ceremonia de la primera palada y la dedicación eclesiástica del terreno del templo de Montevideo. Debido a que los países que limitan con Uruguay tienen su propio templo, al templo de Montevideo solo asisten miembros que residen en el país.
El templo de Montevideo fue construido con las mismas especificaciones de los templos de menor tamaño construidos a fines del siglo XX para llegar a un total de 100 templos para 2000. El primero de tales templos fue el Templo de Monticello (Utah), construido en un pueblo de unos 2 mil habitantes ubicado en la esquina sudeste del estado de Utah. El templo de Montevideo es el número 35 con estas especificaciones de menor tamaño alrededor del mundo y el número 103 en operaciones de la iglesia, superando la meta de 100 templos antes del cierre del 2000 y el primero en ser dedicado en el año 2001.

## Dedicación
La primera congregación SUD en Uruguay se estableció en 1944, desde entonces el número de conversos en ese país aumentó a 73.000 en el año 2001. El templo SUD de la ciudad de Montevideo fue dedicado para sus actividades eclesiásticas en once sesiones, el 18 de marzo de 2001, por Gordon B. Hinckley. 7,600 miembros de la iglesia e invitados asistieron a la ceremonia de dedicación, que incluye una oración dedicatoria. Anterior a ello, desde el 28 de febrero al 10 de marzo de 2001, la iglesia permitió un recorrido público de las instalaciones y del interior del templo al que asistieron más de 25.000 visitantes, incluyendo el entonces presidente de Uruguay, Jorge Batlle y el expresidente de la república, Luis Alberto Lacalle.

## Características
Los templos de La Iglesia de Jesucristo de los Santos de los Últimos Días son construidos con el fin de proveer ordenanzas y ceremonias consideradas sagradas para sus miembros y para quienes son necesarias para la salvación individual y la exaltación familiar. No son edificios de adoración sacramental semanal y se reserva su uso para los miembros bautizados que son dignos, basado en una recomendación emitida por las autoridades locales de la iglesia.
La arquitectura del templo de Montevideo fue construido de granito Asa Branca brasileño con una adaptación moderna de un diseño clásico de un pináculo, sobre el cual está situado el característico ángel Moroni. El templo tiene un total de 994 metros cuadrados de construcción, cuenta con dos salones las susodichas ordenanzas SUD y dos salones de sellamientos matrimoniales.

## Pandemia 2019
El 25 de marzo de 2020 la iglesia solicitó el cierre de todos sus templos como respuesta preventiva a la Pandemia de COVID-19. En mayo de ese año la iglesia aprobó la apertura de 17 templos a nivel mundial para realizar matrimonios por personas vivas, prohibiendo para entonces todas las ceremonias a favor de ancestros fallecidos. En junio fueron anunciados 12 templos que iniciarían la segunda fase de apertura permitiendo la investidura a favor de personas vivas con un nuevo modelo de este proceso ceremonial. Las ceremonias a favor de personas fallecidas, tradicional en los templos SUD incluyendo el bautismo por los muertos comenzó a reanudarse a comienzos de diciembre de 2020. El templo de Montevideo pasó a esta tercera fase el 28 de diciembre, uno de los últimos en reabrir con estas especificaciones en el mes de diciembre de 2021, llevando el número de templos abiertos en fase 3 a 164 de los 170 en operaciones.